# Tylecodon pearsonii
Tylecodon pearsonii ist eine Pflanzenart der Gattung Tylecodon in der Familie der Dickblattgewächse (Crassulaceae).

## Beschreibung
Tylecodon pearsonii wächst als sehr kleine Pflanze mit einem verdickten Stamm der bis 3,5 Zentimeter Durchmesser erreicht. Die jungen, graugrünen Triebe sind mit kurzen, grauweißen, gestutzten bis gerundeten Phyllopodien besetzt, die bis 1 Millimeter lang werden. Ältere Triebe besitzen eine gelbbraune und sich abschälende Rinde. Die aufsteigenden bis ausgebreiteten und einwärts gebogenen Blätter stehen gehäuft jeweils am Triebende. Die linealisch bis linealisch-lanzettlichen bis fast stielrunden Blätter werden 2,5 bis 8 Zentimeter lang und 5 bis 7 Millimeter breit. Sie sind graugrün gefärbt und besitzen glänzende, kleine Warzen. Die Spreite ist oberseits mit einer flachen Furche versehen und unterseits konvex geformt. Die Blattbasis ist keilförmig und die Spitze zugespitzt mit einem rötlichen und zugespitzten Ende.
Der Blütenstand besteht aus kurzen 3,5 bis 8 Zentimeter hohen Thyrsen, die ein oder drei Monochasien tragen. Die aufsteigenden oder ausgebreitet bis nickenden Blüten stehen an einem 6 bis 7 Millimeter langen Blütenstiel. Die glockige Kronröhre ist hellbraun und mittig ausgebeult. Sie ist mit Drüsenhaaren besetzt und wird 15 Millimeter lang und 7 Millimeter breit.

## Systematik und Verbreitung
Tylecodon pearsonii ist im südlichen Namibia und in Südafrika in den Provinzen Nordkap und Westkap in der Sukkulenten-Karoo verbreitet. Die Erstbeschreibung erfolgte 1912 durch Selmar Schönland als Cotyledon pearsonii. 1978 stellte Helmut Richard Tölken die Art in die Gattung Tylecodon.
Synonyme sind Cotyledon pearsonii Schönland und Cotyledon luteosquamata Poelln.